# Теньковський Михайло Гордійович
Михайло Гордійович Теньковський (8 грудня 1914, село Ливки, тепер Макушинського округу Курганської області, Російська Федерація — ?) — український радянський діяч.

## Життєпис
Народився в бідній селянській родині. Трудову діяльність розпочав із 1930 року в місті Березники Уральської області.
У 1934—1941 роках — слухач робітничого факультету (робітфаку) Омського сільськогосподарського інституту; студент Омського сільськогосподарського інституту (в 1937—1938 роках); студент Московського нафтового інституту.
У 1941—1942 роках — інженер Уфимського нафтопереробного заводу Башкирської АРСР.
З січня 1942 до 1945 року — в Червоній армії, учасник німецько-радянської війни. Закінчив військове училище. Служив командиром підрозділу мінометників 2-ї навчальної мінометної бригади гвардійських мінометних частин.
У 1945—1946 роках — старший інженер-економіст Дрогобицького нафтопереробного заводу № 1.
Член ВКП(б) з 1945 року.
У 1946—1950 роках — заступник завідувача промислового відділу Дрогобицького міського комітету КП(б)У; заступник завідувача промислового відділу Дрогобицького обласного комітету КП(б)У.
У 1950—1957 роках — голова планової комісії виконавчого комітету Дрогобицької обласної ради депутатів трудящих.
У березні 1957 — травні 1959 року — заступник голови виконавчого комітету Дрогобицької обласної ради депутатів трудящих.
У 1959—1975 роках — голова планової комісії виконавчого комітету Станіславської (Івано-Франківської) обласної ради депутатів трудящих.
З 1975 року — персональний пенсіонер у місті Івано-Франківську.

## Звання
- гвардії молодший лейтенант
- гвардії лейтенант

## Нагороди
- орден «Знак Пошани» (26.02.1958)
- медаль «За перемогу над Німеччиною у Великій Вітчизняній війні 1941—1945 рр.» (1945)
- медалі